# Psychotria campoensis
 (octobre 2017).
Si vous disposez d'ouvrages ou d'articles de référence ou si vous connaissez des sites web de qualité traitant du thème abordé ici, merci de compléter l'article en donnant les références utiles à sa vérifiabilité et en les liant à la section « Notes et références ».
Psychotria campoensis O.Lachenaud est une espèce de plantes à fleurs du genre Psychotria, de la famille des Rubiaceae. Elle est endémique du Cameroun.

## Étymologie
Son épithète spécifique campoensis fait référence à la ville de Campo, ville côtière du Cameroun, dans la région du Sud.